# Partito Parlamentare Irlandese
Il Partito Parlamentare Irlandese (in lingua inglese: Irish Parliamentary Party, comunemente chiamato Partito Irlandese o Home rule Party) fu costituito nel 1874 da Isaac Butt, il leader del Partito Nazionalista, per sostituire la Home Rule League come gruppo parlamentare ufficiale per i deputati nazionalisti irlandesi eletti alla Camera dei comuni del Regno Unito, al Palazzo di Westminster nell'ambito del Regno Unito di Gran Bretagna e Irlanda fino al 1918. Gli obiettivi centrali erano l'indipendenza legislativa per l'Irlanda e la riforma terriera. Il suo movimento costituzionale fu essenziale nel porre le basi per l'autogoverno irlandese tramite tre leggi sull'home rule.